# جيفري جوستين
جيفري جوستين (بالإنجليزية: Jeffrey Heath)‏ هو لغوي أمريكي، ولد في 1949.